# قائمة الوزراء العظام لسلطنة مغول الهند
الوزير الأعظم لسلطنة مغول الهند هو الوزير الأعلى رُتبةً في حكُومة الهند المغوليَّة والمُستشار الرَّئيسي لِلسُّلطان نفسه، فهو بِمثابة الرَّئيس الفعلي لِحُكومة السَّلطنة إذ كان مسؤولاً عن قيادة وزراء التَّاج. فيما يلي قائمة بالوزراء العظام لِسلطنة مغول الهند.
- اليمين: بيرم خان أول من تولى الوزارة العظمى رسميًا في الهند المغولية وهو رجل دولة قوي كان وصيًا على عرش السلطنة خلال حكم السلطان جلال الدين أكبر ومعلمًا ومرشدًا له.
- اليسار: آصف الدولة آخر من تولى الوزارة العظمى في السلطنة المغولية وهو نواب دولة أوده والناهض بمدينة لكهنؤ إلى معقل للثقافة والأدب.

كان أعلى مسؤول في عهد المغول أي–رئيس الوزراء يحمِل ألقابًا مُختلفةً مثل الوكيل أو وكيل السلطان والوزير والديوان والديوان الأعلى وديوان الوزير خلال عُهود مُختلفة من حُكم السَّلاطين. في عهد ظهير الدِّين بابُر ونصير الدِّين هُمايون، لم يتم تطوير مؤسَّسة الوزارة بِشكل مُتكاملٍ بِسبب عدم وجود طبقة النُبلاء الرَّاسخة. ومع ذلك، ارتقى أفرادٌ في تلك الفترة إلى مناصب تُعادل منصب رئيس الوزراء، ومع إصلاحات هُمايون جرت أولُّ مُحاولة لِتوضيح دور الوكيل والوزير.
في السَّنوات الأولى من حُكم جلال الدِّين أكبر، تولى بيرم خان رسميًا منصب رئيس الوزراء للمرة الأولى تحت اسم وكيل السُّلطان، وكان له تأثير كبير على السُّلطان. بِمرور الوقت، تراجعت قوَّة الوكيل تدريجيًا، وفي عهد خليفته نور الدِّين جهانكير حلَّ دور الوزير محلَّ الوكيل بِاعتباره أهم منصب في الحُكومة. تم تعيين الوزراء على وجه التحديد من أهل القلم تمييزًا لهم عن أهل السَّيف. ومع إلغاء منصب الوكيل، تم تقسيمه بين منصبي وزير ومير بخشي، حيث كان الوزير هو رئيس المؤسَّسة الماليَّة، بينما كان مير بخشي رئيس المُؤسَّسة العسكريَّة. تم جعل هذين المنصبين مسؤولين بشكل مُشترك عن الإدارة من خلال نظام التَّوقيعات والتَّوقيعات المُضادَّة. حتَّى وفاة أورنگزيب عالمگير، لم يكن منصب الوزير يمثل تهديدًا لِلنِّظام الملكي أبدًا، حيث لم يكن الوزير قادرًا على التَّصرف بِشكل مُستقل. لكن بُعيد وفاة أورنگزيب، أضحى الوزير هو النَّبيل الأوَّل في البلاط والمُستشار الرئيسي للسُّلطان بصرف النَّظر عن كونه رئيس الإدارة الماليَّة.

## قائمة الوزراء العظام
| الصورة   | الاسم                   | فترة شغل المنصب | فترة شغل المنصب | السلطان                             |
| الصورة   | الاسم                   | تولى المنصب     | غادر المنصب     | السلطان                             |
| -------- | ----------------------- | --------------- | --------------- | ----------------------------------- |
|          | أمير نظام الدين خليفة   | 21 أبريل 1526   | 17 مايو 1540    | بابر (1526–1530) همايون (1530–1540) |
|          | قرچه خان                | 1540            | –               | نصير الدين همايون (1530–1556)       |
| Portrait | بيرم خان                | 1556            | مارس/أبريل 1560 | جلال الدين أكبر (1556–1605)         |
| Portrait | منعم خان                | 1560            | 1561            | جلال الدين أكبر (1556–1605)         |
|          | أتاغا خان               | 1561            | 1562            | جلال الدين أكبر (1556–1605)         |
|          | مظفر خان الترباتي       | 1575            | 1579            | جلال الدين أكبر (1556–1605)         |
| Portrait | أبو الفضل بن مبارك      | 1579            | 22 أغسطس 1602   | جلال الدين أكبر (1556–1605)         |
|          | شريف خان                | 1605            | 1611            | نور الدين جهانكير (1605–1627)       |
| Portrait | ميرزا غياث بك           | 1611            | 1622            | نور الدين جهانكير (1605–1627)       |
| Portrait | أبو الحسن آصف خان       | 1622            | 1630            | نور الدين جهانكير (1605–1627)       |
| Portrait | أفضل خان الشيرازي       | 1630            | 1639            | شهاب الدين شاهجهان (1628–1658)      |
| Portrait | إسلام خان المشهدي       | 1639            | 1640            | شهاب الدين شاهجهان (1628–1658)      |
| Portrait | وزير خان                | 1640            | 1642            | شهاب الدين شاهجهان (1628–1658)      |
| Portrait | سعد الله خان            | 1642            | 1656            | شهاب الدين شاهجهان (1628–1658)      |
| Portrait | مير جمله                | 1656            | 1657            | أورنكزيب عالمكير (1658–1707)        |
|          | جعفر خان                | 1657            | 1658            | أورنكزيب عالمكير (1658–1707)        |
|          | فاضل خان                | 1658            | 1663            | أورنكزيب عالمكير (1658–1707)        |
|          | جعفر خان                | 1663            | 1670            | أورنكزيب عالمكير (1658–1707)        |
| Portrait | أسد خان                 | 1675            | 1707            | أورنكزيب عالمكير (1658–1707)        |
|          | منعم خان الثاني         | 1707            | 1711            | بهادر شاه الأول (1707–1712)         |
|          | هداية الله خان          | 1711            | 1713            | جهان دار شاه (1712–1713)            |
| Portrait | ذو الفقار خان نصرت جونغ | 1712            | 1713            | جهان دار شاه (1712–1713)            |
|          | مير رستم علي خان        | 1710            | 1737            | جلال الدين محمد فرخ سير (1713–1719) |
| Portrait | حسن علي خان برها        | 1713            | 1720            | جلال الدين محمد فرخ سير (1713–1719) |
| Portrait | محمد أمين خان الطوراني  | 1720            | 1721            | ناصر الدين محمد شاه (1719–1748)     |
| Portrait | آصف جاه قمر الدين       | 1721            | 1723            | ناصر الدين محمد شاه (1719–1748)     |
| Portrait | روشان الدولة ظفر خان    | 1724            | 1733            | ناصر الدين محمد شاه (1719–1748)     |
| Portrait | مير فاضل قمر الدين خان  | 1733            | 1748            | ناصر الدين محمد شاه (1719–1748)     |
| Portrait | صفدر جنك                | 1748            | 1753            | أحمد شاه بهادر (1748–1754)          |
|          | انتظام الدولة           | 1753            | 1754            | أحمد شاه بهادر (1748–1754)          |
| Portrait | عماد الملك فيروز جنك    | 1754            | 1760            | عالمكير الثاني (1754–1759)          |
| Portrait | شجاع الدولة             | 1760            | 1775            | شاه عالم الثاني (1760–1806)         |
| Portrait | آصف الدولة              | 1775            | 1797            | شاه عالم الثاني (1760–1806)         |